# El Valle (Hato Mayor)
El Valle es un municipio de la República Dominicana, que está situado en la provincia de Hato Mayor.

## Localización
Se encuentra a 33 kilómetros de la capital provincial Hato Mayor y a 11 kilómetros del municipio de Sabana de la Mar. 

## Geografía
Municipios limítrofes:
|                  | Norte: Sabana de la Mar |                |
| Oeste: Bayaguana |                         | Este: El Seibo |
|                  | Sur: Hato Mayor         |                |

## Demografía
Según el Censo de Población y Vivienda de 2002, el municipio tiene una población total de 7,966, de los cuales 4,231 eran hombres y 3,735 mujeres. La población urbana del municipio era de 69.62%.

## Distritos municipales
Está formado por el distrito municipal de:
| Nombre   | Código   |
| -------- | -------- |
| El Valle | 09300301 |

## Historia
El Valle fue fundado hacia el año 1800. Al principio de su fundación estuvo ubicado a unos 3 kilómetros de donde se encuentra actualmente.  Hoy en día este lugar es considerado Valle Viejo. 
En el año 1927, en el municipio existía una pequeña población, la cual estaba dividida por las calles: San Antonio, Las Guamas, Jaragua y Los Ajíes. 
Siendo El Valle una sección de Sabana de la Mar, el 26 de mayo de 1939 el Congreso Nacional de la República Dominicana, mediante la Ley N.º 1111, designó a El Valle con el nombre de Villa Trujillo. El 23 de diciembre de 1960 fue elevado a la categoría de Distrito Municipal por la Ley N.º 5457, quedando integrado por las secciones San Rafael, Arenitas y Rincón Fogón. La Ley N.º 5678 del 25 de noviembre de 1961 cambió el nombre a El Valle.

## Economía
Las principales actividades económicas del municipio son:
- Agropecuaria, con el cultivo del cacao orgánico; la siembra industrial de palma africana para la extracción de aceite comestible y el ganado.
- Extracción de ámbar: cuya extracción se hace en diversas minas de la comunidad, tales como Loma Clara, Yanigua, Mina El Cabao, Mina kilómetro 20, Mina el Portón, Mina Siete Cañadas, entre otras.
- Turismo: También se podría decir que el turismo es parte de su economía por los números de ríos que este contiene y la cantidad de personas de otros países que visitan este municipio de Hato Mayor.

## Educación
Tiene 20 centros educativos públicos con aproximadamente 4000 estudiantes y dos colegios privados bajo el distrito escolar 05-09.  Dieciocho escuelas son a nivel elemental y dos son centros de educación media.